# Lijst van antilleanisten
Lijst van antilleanisten – beoefenaren van de antilleanistiek - en hun specialisme.
- Eva Abraham-van der Mark (geschiedenis, letterkunde)
- Luc Alofs (geschiedenis, culturele antropologie)
- Lucille Berry-Haseth (Papiamentu)
- Aart Broek (letterkunde)
- Henny Coomans † (geologie, folklore)
- Maritza Coomans-Eustatia † (geschiedenis, literatuur)
- Luis H. Daal † (geschiedenis)
- Ronald Donk † (geschiedenis)
- Cees Dubelaar † (petrogliefen)
- Liesbeth Echteld (letterkunde)
- Piet Emmer (geschiedenis, slavernij)
- Cornelis Goslinga † (geschiedenis)
- Klaas de Groot (letterkunde)
- Francio Guadeloupe (sociologie)
- Trudi Guda (culturele antropologie, Creolen)
- Fred de Haas (letterkunde)
- Henry Habibe (letterkunde)
- Johannes (Joop) Halman (innovatiewetenschappen en muziek)
- Johan Hartog  † (geschiedenis)
- Carel de Haseth (cultuur)
- May Henriquez † (letterkunde)
- Jeroen Heuvel (letterkunde)
- Pim Heuvel † (letterkunde)
- John Jansen van Galen (geschiedenis 20ste eeuw)
- Edsel Jesurun (geschiedenis)
- Michiel van Kempen (letterkunde)
- Armando Lampe (theologie, geschiedenis)
- Adi Martis (geschiedenis, pre-koloniale periode)
- Frank Martinus Arion † (taalkunde, letterkunde)
- Peter Meel (moderne politieke geschiedenis)
- W.R. Menkman † (geschiedenis)
- G.A. Nagelkerke (bibliografie)
- Gert Oostindie (geschiedenis)
- Olga Orman † (orale cultuur)
- J.J. Oversteegen † (letterkunde)
- Edgar Palm (muziek)
- Ineke Phaf (letterkunde)
- Jorge Pietersz (geschiedenis)
- Florimon van Putte (lexicografie)
- Igma van Putte-de Windt (taalkunde, lexicografie)
- Robert Rojer (muziek en geneeskunde)
- Irene Rolfes (bibliografie)
- René Römer † (landkunde)
- Alice van Romondt (cultuur)
- Jos de Roo † (letterkunde)
- Wim Rutgers (letterkunde)
- Ronald Severing (taalkunde, didactiek)
- Maria Severing-Halman (taalkunde, didactiek)
- G.J. Staal † (geschiedenis)
- F. Staehelin † (geschiedenis, Creolen)
- Louise van der Steen † (biologie)
- C.L. Temminck Groll † (architectuur)
- Pieter Wagenaar Hummelinck † (biologie)
- Andries van der Wal (letteren)
- Johan van de Walle † (geschiedenis)
- Freek van Wel (taal- en letterkunde)
- Jan Hugo Westermann † (biologie)